# Мадре-де-Дьйос (регіон)
Мадре-де-Дьйос (ісп. Madre de Dios, кеч. Diyuspa Mama suyu) — регіон на південному сході Перу. Розташований на кордоні з Бразилією і Болівією. Площа — 85 183 км², населення — 109 555 осіб (2007). Три чверті населення проживають в адміністративному центрі регіону Пуерто-Мальдонадо, розташованому приблизно за 400 кілометрів на схід від Куско.

## Географія

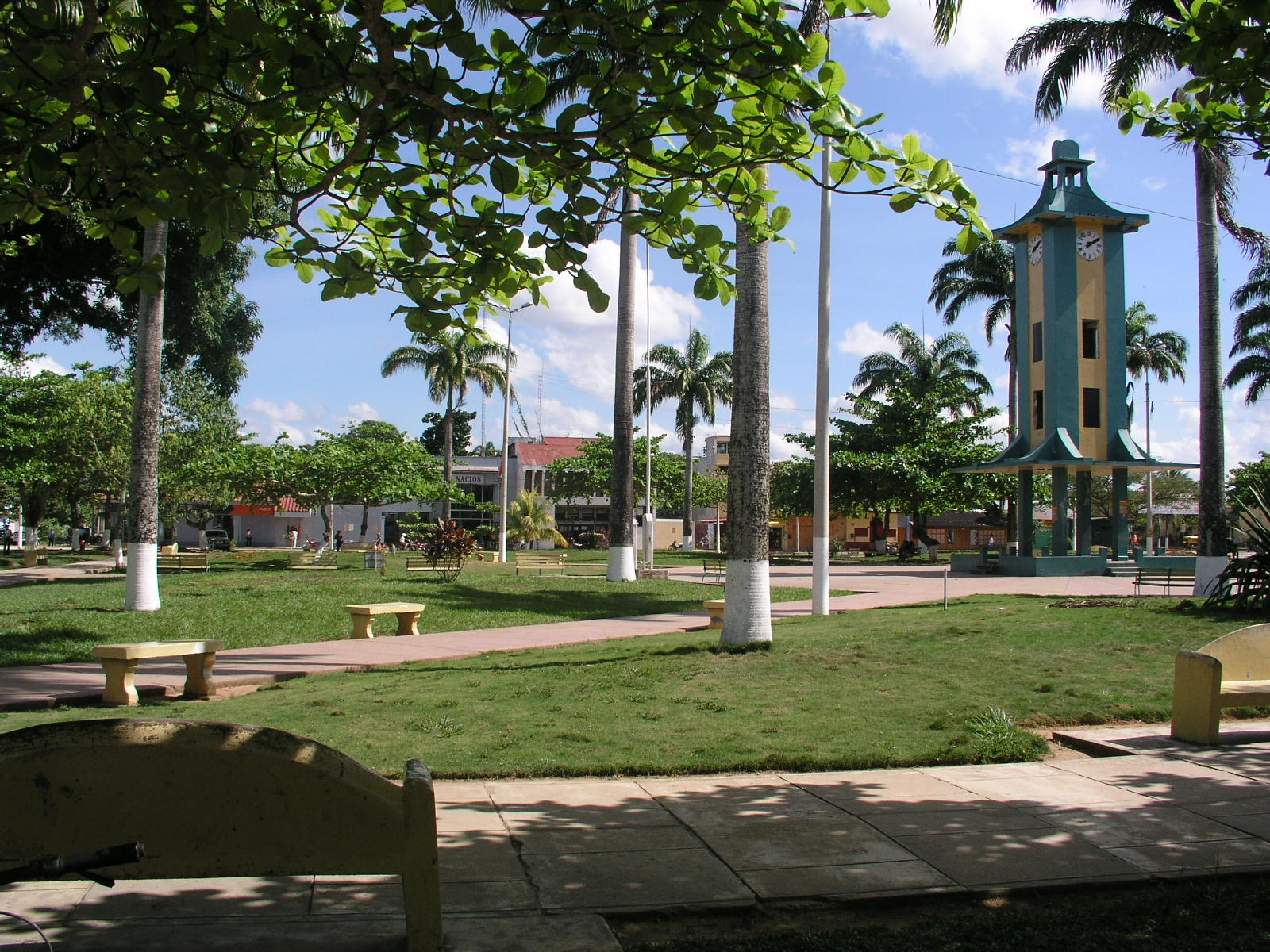
Пуерто-Мальдонадо

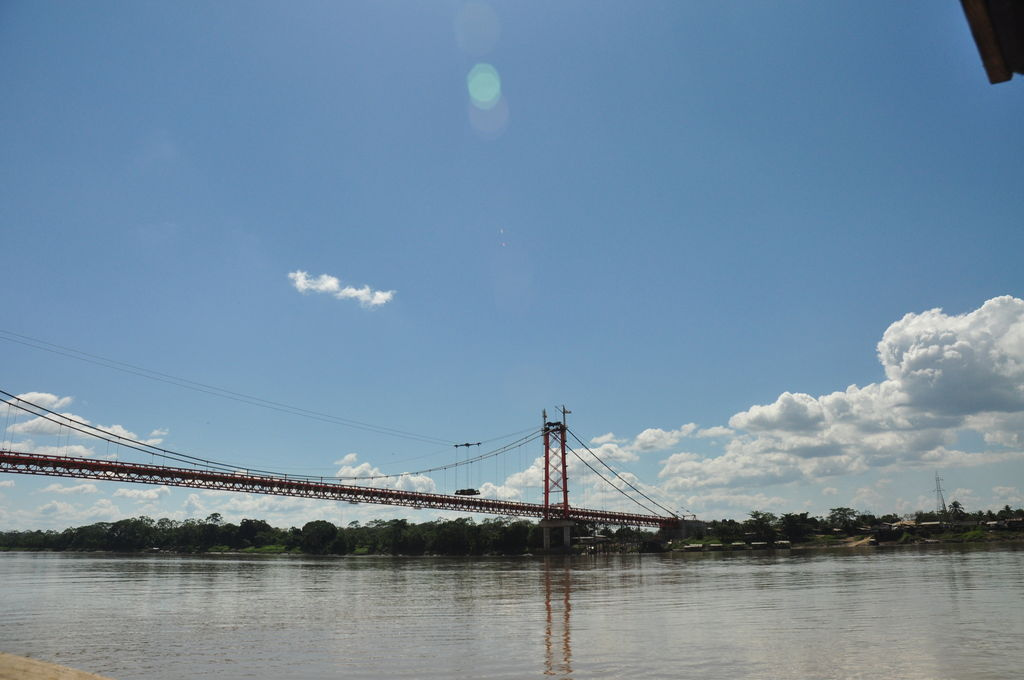
Міст через річку Мадре-де-Дьйос

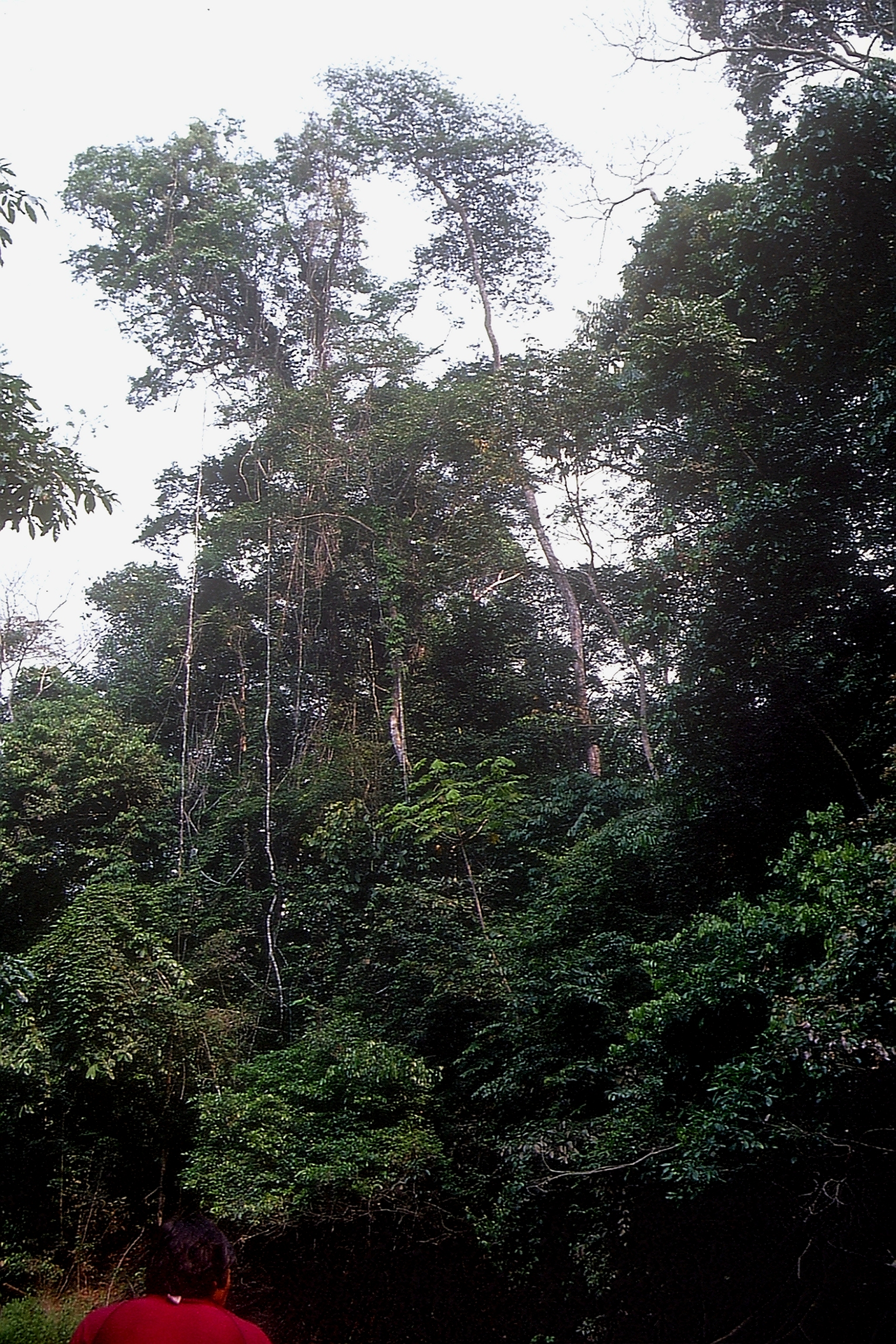
Вологий тропічний ліс в регіоні Мадре-де-Дьйос

У регіоні розташований національний парк Ману біля самого західного кордону департаменту, який нараховує понад 20 тисяч різновидів рослин, 1200 видів метеликів, 1000 видів птахів і 200 видів ссавців. Незаймана природа національного парку Ману занесена ЮНЕСКО в список Всесвітньої спадщини людства.

## Адміністративний поділ

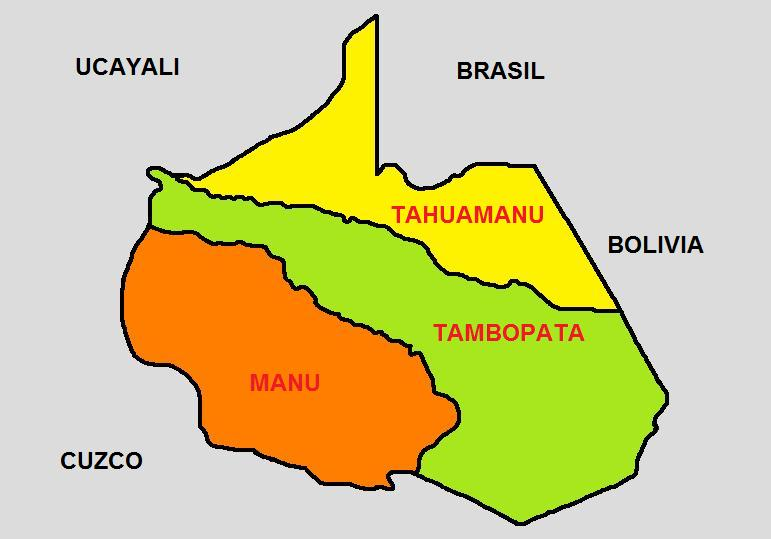
Провінції регіону Мадре-де-Дьйос.

Регіон складається з 3 провінцій, які поділяються на 11 округів:
| № | Провінція             | Адміністративний центр               |
| - | --------------------- | ------------------------------------ |
| 1 | Тамбопата (Tambopata) | Пуерто-Мальдонадо (Puerto Maldonado) |
| 2 | Ману (Manu)           | Ману (Manu)                          |
| 3 | Тауаману (Tahuamanu)  | Іньяпарі (Iñapari)                   |